# تسینجومیتوندراکا
تسینجومیتوندراکا (به لاتین: Tsinjomitondraka) یک منطقهٔ مسکونی در ماداگاسکار است که در بوریزینی-واوائو واقع شده‌است. تسینجومیتوندراکا ۱۱٬۰۰۰ نفر جمعیت دارد و ۲۹ متر بالاتر از سطح دریا واقع شده‌است.